# Săbăoani
Săbăoani là một xã thuộc hạt Neamț, România. Dân số thời điểm năm 2002 là 10342 người.